# John Sewell
John Sewell (Halfmorton, 23 aprile 1882 – Cambridge, 18 luglio 1947) è stato un tiratore di fune britannico.

## Biografia
Ha partecipato ai giochi olimpici di Stoccolma del 1912, dove ha vinto la medaglia d'argento nel tiro alla fune, perdendo la finale con la squadra svedese.
Nei giochi di Anversa del 1920 ha conquistato la medaglia d'oro nel tiro alla fune, battendo la squadra olandese.

## Palmarès
In carriera ha conseguito i seguenti risultati:
- Giochi olimpici

Stoccolma 1912: argento nel tiro alla fune.
Anversa 1920: oro nel tiro alla fune.